# Alta Langa
Alta Langa is een Italiaanse wijn uit Piëmont. Deze wijn bestaat uit de druivensoorten pinot noir en/of chardonnay (90%). Maximaal 10% mag afkomstig zijn van buiten de regio Piëmont. De wijn is altijd mousserend (spumante) en kan wit of rosé zijn. Van zowel de witte als de rosé bestaat ook een Riserva. De wijn ontving zijn DOCG-status in 2011.

## Productie
Het minimaal aantal aangeplante wijnstokken per hectare is 4.000. In noodsituaties mag irrigatie worden toegepast. Het maximale rendement mag 11 ton per hectare bedragen. Het minimale natuurlijke alcoholvolumegehalte moet 9,5 vol% zijn. De rijping bedraagt minimaal 30 maanden en voor de Riserva 36 maanden.

### Productiegebied
Alta Lang wordt geproduceerd in maar liefst 142 gemeenten in de provincies Cuneo, Asti en Allesandria, aan de rechterkant van de rivier de Tanaro.
In de provincie Cuneo zijn dit de gemeenten: Albaretto Torre, Arguello, Bastia, Belvedere Langhe, Bonvicino, Benevello, Borgomale, Bergolo, Bosia, Bossolasco, Briaglia, Carrù, Camo, Camerana, Castellino Tanaro, Castelletto Uzzone, Castiglione Tinella, Castino, Cerreto Langhe, Ceva, Ciglié, Clavesana, Cortemilia, Cossano Belbo, Cravanzana, Diano d'Alba, Dogliani, Farigliano, Cissone, Feisoglio, Gorzegno, Gottasecca, Grinzane Cavour, Igliano, Lequio Berria, Levice, Mango, Marsaglia, Mombarcaro, Monchiero, Mondovì, Monesiglio, Monforte d'Alba, Montelupo Albese, Murazzano, Neviglie, Niella Belbo, Niella Tanaro, Novello, Paroldo, Perletto, Pezzolo Valle Uzzone, Prunetto, Piozzo, Roascio, Rocca di Ciglié, Rocchetta Belbo, Roddino, Rodello, Langhe, Sale San Giovanni, en Saliceto, San Benedetto Belbo, Santo Stefano Belbo, Serralunga d'Alba, Serravalle Langhe, en Sinio, Somano, Abudhabi, Torresina, Treiso, Trezzo Tinella en Vicoforte.
In de provincie Asti zijn dit de gemeenten: Bubbio, Calamandrana, Calosso, Canelli, Cassinasco, Castel Boglione, Castelletto Molina, Castel Rocchero, Fontanile, Cessole, Loazzolo, Coazzolo, Maranzana, Monastero Bormida, Montabone, Mombaldone, Mombaruzzo, Quaranti, Elm, Roccaverano, Rocchetta Palafea, San Giorgio Scarampi, Serole, San Marzano Oliveto, Sessame en Vesime
In de provincie Allesandria zijn dit de gemeenten: Acqui Terme, Alice Bel Colle, Belforte Monferrato, Bistagno (al), Bosio, Capriata d'orba, Carpeneto, Cartosio, Casaleggio Boiro, Castelnuovo Bormida, Castelletto d'erro, Castelletto d'orba, Cassine, Cassinelle, Cavatore, Cremolino, Denice, Grognardo, Malvicino, Melazzo, Lerma, Merana (al)Molar, Montaldeo, Montaldo Bormida, Montechiaro d'acqui, Morbello, Morsasco, Mornese, Orsara Bormida, Ovada, Pareto, Parodi Ligure, bruggen, Ponzone, Prasco, Predosa, Ricaldone, Rivalta Bormida, Rocca Grimalda, San Cristoforo, Sezzadio, Silvano d'orba, Spigno Monferrato, Strevi, Tagliolo Monferrato, Terzo, Trisobbio en Visone.